# Wasyl Ładyka
Wasyl Ładyka (ur. 2 sierpnia 1884 w Drohobyczu, zm. 1 września 1956 w Winnipeg) – duchowny greckokatolicki, biskup archieparchii Winnipeg.
Ukończył gimnazjum w Drohobyczu, w 1903 wstąpił do Zakonu Bazylianów Świętego Jozafata, odbywając nowicjat w klasztorze w Krechowie. W 1909 wyemigrował do Kanady, i tam ukończył studia teologiczne. Wyświęcony na księdza w 1912 roku. W latach 1922–1929 był ihumenem klasztoru bazyliańskiego w Edmonton.
Od 14 lipca 1929 tytularny biskup Abydus i greckokatolicki egzarcha Manitoby (Kanada). 21 czerwca 1948 podniesiony do rangi tytularnego arcybiskupa Martyropolis.